# Alien (franchise)
Alien is een sciencefiction/horror mediafranchise, dat begon met de gelijknamige film uit 1979. De franchise is inmiddels uitgegroeid tot vier films, twee cross-over films, een prequelfilm en een groot aantal spin-off media zoals boeken, strips en computerspellen. De rechten op de franchise zijn in handen van 20th Century Fox.
Centraal in de franchise staat een monsterlijk buitenaards wezen, een Xenomorph, dat enkel bekendstaat onder de naam Alien. Dit wezen kent per incarnatie binnen de franchise een groot aantal verschillende gedaantes. Een ander personage dat centraal staat binnen de franchise is Ellen Ripley, een mens die het geregeld met deze Alien aan de stok krijgt.
De Alien-franchise kent cross-overs met andere mediafranchises, waarvan de cross-overs met Predator (eveneens eigendom van 20th Century Fox Studios) de bekendste zijn.

## Films

### Alien (1979)
Deze film introduceert de Alien en Ellen Ripley. Bij het verkennen van een verlaten planetoïde genaamd LV-426, brengt de bemanning van het ruimteschip Nostromo per ongeluk een buitenaards wezen aan boord. Dit wezen groeit al snel uit tot een monster dat bijna de hele bemanning uitmoordt.

### Aliens (1986)
Ripley, de enige overlevende van de Alien, ontwaakt na 57 jaar uit hyperslaap. Ze wordt gerekruteerd om een groep mariniers te helpen wanneer meer wezens zoals de Alien uit de eerste film een kolonie op LV-426 bedreigen.

### Alien³ (1992)
Als gevolg van een brand aan boord van het schip waarmee Ripley in de vorige film van LV-426 is ontsnapt, stort ze neer op een gevangenisplaneet genaamd Fiorina. Er blijkt ook een alien te zijn meegelift met haar. Bovendien ontdekt Ripley dat ze zelf drager is geworden van een Alienembryo.

### Alien: Resurrection (1997)
200 jaar na de gebeurtenissen uit de derde film, maken wetenschappers een kloon van Ripley in de hoop zo het Alienembryo dat in haar zat te kunnen verkrijgen. De Aliens zijn echter niet in de hand te houden en Ripley moet het wederom tegen hen opnemen.

### Prometheus(2012)
Prometheus speelt zich 30 jaar voor de eerste Alien-film af, en is deels een prequel op die film. Het verhaal kan echter ook op zichzelf bekeken worden.

### Alien: Covenant(2017)
Alien: Covenant is het vervolg op Prometheus en een tweede prequel op de oorspronkelijke Alien-franchise. Een koloniaal schip genaamd Covenant vindt op hun ruimtetocht een onbekende planeet. Het lijkt een paradijs, maar al snel wordt de bemanning opgejaagd door monsterlijke wezens. De film kwam op 19 mei 2017 in de bioscoop.

### Alien: Romulus(2024)
Alien: Romulus is een prequel en speelt zich af tussen deel 1 Alien en deel 2 Aliens, en vertelt het verhaal van een groep jonge mensen die het harde leven op een mijnplaneet willen ontvluchten. Hierbij komen ze terecht op een verlaten wetenschappelijk ruimtecentrum, waar proeven op Aliens werden uitgevoerd. Met o.a. Cailee Spaeny (Rain), Isabela Merced, David Jonsson, Archie Renaux, Spike Fearn en Aileen Wu.

## Cross-over films
Ten tijde van de première van Alien: Resurrection, werd reeds begonnen met een script voor een vijfde Alienfilm. Deze plannen werden echter afgeblazen ten gunste van een cross-over film met de Predator-franchise; Alien vs. Predator. Deze film werd opgevolgd door nog een tweede film: Aliens vs. Predator: Requiem.

## Televisieserie
Op 12 augustus 2025 werd Alien: Earth, de eerste televisieserie in de Alien-franchise uitgezonden. De serie is bedacht door Noah Hawley, in samenwerking met FX Networks. Het verhaal draait om een neergestort ruimteschip van Weiland-Yutani, dat roofzuchtige levensvormen afkomstig uit verre uithoeken van het heelal met zich meedraagt.

## Opbrengst per film
| Film                                                         | Premièredatum    | Opbrengst        | Opbrengst      | Opbrengst      | Rang (All time domestic) | Budget          | Referenties |
| Film                                                         | Premièredatum    | Verenigde Staten | Overige landen | Wereldwijd     | Rang (All time domestic) | Budget          | Referenties |
| ------------------------------------------------------------ | ---------------- | ---------------- | -------------- | -------------- | ------------------------ | --------------- | ----------- |
| Alien                                                        | 25 mei 1979      | $80.930.690      | $122.700.000   | $203.630.690   | #577                     | $11 000 000     | [ 2 ] [ 3 ] |
| Aliens                                                       | 18 juli 1986     | $85.160.248      | $98.156.207    | $183.316.455   | #530                     | $17 000 000     | [ 4 ] [ 5 ] |
| Alien³                                                       | 22 mei 1992      | $55.473.545      | $104.340.953   | $159.773.545   | #976                     | $50 000 000     | [ 6 ]       |
| Alien: Resurrection                                          | 26 november 1997 | $47.795.658      | $113.580.410   | $161.376.068   | #1 165                   | $75 000 000     | [ 7 ]       |
| Alien vs. Predator                                           | 13 augustus 2004 | $80.282.231      | $92.262.423    | $172.544.654   | #582                     | $60 000 000     | [ 8 ]       |
| Aliens vs. Predator: Requiem                                 | 25 december 2007 | $41.797.066      | $87.087.428    | $128.884.494   | #1 328                   | $40 000 000     | [ 9 ]       |
| Total                                                        | Total            | $391.439.438     | $618.127.421   | $1.009.566.859 | N/A                      | $213.000.000(E) | N/A         |
| List indicator(s) - (E) gebaseerd op beschikbare informatie. |                  |                  |                |                |                          |                 |             |

Alien staat 13e op IGN’s lijst van beste filmfranchises ooit. Alien won de Academy Award voor beste visuele effecten. Ook Aliens werd voor meerdere Academy Awards genomineerd.

## Boeken
Al na het uitkomen van de eerste film, werden er enkele boeken geschreven over Alien. Tot 1998 werden deze boeken gepubliceerd door Bantam Books. De meeste van deze boeken waren bewerkingen van strips uitgebracht door Dark Horse Comics.
- Earth Hive (door Steve Perry, Bantam, oktober 1992, ISBN 0-553-56120-0)
- Nightmare Asylum (door Steve Perry, Bantam, mei 1993, ISBN 0-553-56158-8)
- The Female War (door Steve Perry en Stephani Perry, Bantam, augustus 1993, ISBN 0-553-56159-6)
- Genocide (door David Bischoff, Bantam, januari 1994, ISBN 0-553-56371-8)
- Alien Harvest (door Robert Sheckley, Bantam Spectra, 1995, ISBN 0-553-56441-2)
- Labyrinth (door Stephani Perry, Bantam Spectra, 1996, ISBN 0-553-57491-4)
- Rogue (door Dean Wesley Smith & Kristine Kathryn Rusch, both writing as Sandy Schofield, Bantam Spectra, 1995, ISBN 0-553-56442-0)
- Music Of The Spears (door Yvonne Navarro, Bantam Spectra, 1996, ISBN 0-553-57492-2)
- Berserker (door Stephani Perry, Bantam Spectra, 1998, ISBN 0-553-57731-X)
- Original Sin (door Michael Jan Friedman, DH Press, oktober 2005, ISBN 1-59582-015-9)
- DNA War (door Diane Carey, DH Press, May 2006, ISBN 1-59582-032-9)
- Cauldron (door Diane Carey, DH Press, May 2007)
- Steel Egg (door John Shirley, DH Press, oktober 2007, ISBN 1-59582-114-7)
- Criminal Enterprise (door Stephani Perry, DH Press, Jan 2008, ISBN 1-59582-003-5)
- No Exit (door B. K. Evenson, DH Press, July 2008, ISBN 1-59582-004-3)
- Aliens vs. Predator: Requiem - Inside the Monster Shop (door Alec Gillis en Tom Woodruff, Jr. , Design Studio Press, December 2007, ISBN 1933492554, Titan Books, January 2008, ISBN 1845769090)
- Alien vs. Predator: The Creature Effects of ADI (door Alec Gillis en Tom Woodruff, Jr. , Design Studio Press, August 2004, ISBN 0972667652)
- AVP: Alien vs. Predator - The Movie Novelization (door Marc Cerasini, HarperEntertainment, June 2004, ISBN 0060735376)

## Strips
- Aliens
- Alien Loves Predator, een parodie webcomic
- Aliens vs. Predator
- Aliens vs. Predator vs. The Terminator
- Batman/Aliens
- Green Lantern Versus Aliens
- Judge Dredd vs. Aliens
- Superman vs. Aliens
- Superman & Batman vs. Aliens & Predator
- WildC.A.T.s/Aliens
- Aliens/Predator: Deadliest of the Species
- Aliens vs. Predator/Witchblade/Darkness: Mindhunter
- Aliens vs. Predator/Witchblade/Darkness: Overkill

## Computerspellen
Het eerste computerspel gebaseerd op de franchise was Alien (1982) voor de Atari 2600. Dit spel was sterk gebaseerd op Pac-Man. In 1984 volgde een strategiespel gebaseerd op de film.
De film Aliens werd omgezet tot vier verschillende computerspellen; een shoot 'em up arcadespel door Konami, een verzameling minigames door Activision, een first-person shooter door Software Studios, en een MSX-platformspel door SquareSoft.
Acclaim bracht drie verschillende spellen uit gebaseerd op Alien 3; twee run and gun-spellen en een Game Boy-avonturenspel.
Het laatste spel gebaseerd op een Alien-film was Alien Resurrection, een first-person shooter voor de PlayStation.
Er bestaan ook Alien-spellen die niet gebaseerd zijn op de films, zoals Aliens: A Comic Book Adventure (1995), Alien Trilogy (1996), Aliens Online (1998), Aliens: Thanatos Encounter (2001), en Aliens: Unleashed (2003).
Er bestaat tevens een reeks computerspellen rondom de cross-over tussen Alien en Predator, zie Aliens versus Predator.